# Галя Новенц
Новенц Галя Христофорівна (вірм. Գալյա Նովենց; 10 липня 1937, Єреван, СРСР — 22 липня 2012, Єреван, Вірменія) — радянська та вірменська актриса. У 1958 році закінчила акторське відділення Єреванського художньо-театрального інституту.

## Вибіркова фільмографія
- 1965 : «Здрастуй, це я!»
- 1978 : «Терпкий виноград»
- 1982 : «Гікор»
- 1982 : «Крик павича»
- 1985 : «Білі мріїа»
- 1985 : «Танго нашого дитинства»
- 1985 : «Яблуневий сад»
- 1988 : «Дихання»
- 1990 : «Тоска»